# Mogersdorf
Mogersdorf (ungerska: Nagyfalva)  är en ort och kommun i Österrike. Den ligger i distriktet Jennersdorf i förbundslandet Burgenland, i den östra delen av landet, 140 km söder om huvudstaden Wien. Kommunen ligger vid gränsen till Ungern.
Kommunen består av tre orter (Ortschaften) (inom parentes invånarantal 1 januari 2024):
- Deutsch Minihof (154)
- Mogersdorf (667)
- Wallendorf (346)